# جعفر الموسوي (رجل دين)
جعفر بن شبر بن علي بن كاظم الموسوي البحراني (ت. 1380 هـ). هو رجل دين شيعي إيراني كان من وجوه الطائفة الشيعية بمدينة بندر لنجة في جنوب إيران. كانت ولادته ونشأته بمدينة بندر لنجة، وفيها ابتدأ بدراسة مقدمات العلوم الحوزوية عند والده، ثم هاجر إلى النجف وبقي فيها عدة سنين للتعمق في الدراسات الحوزية، ثم عاد إلى بندر لنجة ليتولى مسؤولية دار الإفتاء والأوقاف الجعفرية في لنجة. وقد هاجر فيما بعد إلى دبي بصحبة والده بعد أن أبعده البريطانييون من إيران إلى دبي، وبقي فيها إلى آخر أيام حياته حيث توفي بها سنة 1380 هـ.
تعود أصول أسرته إلى البحرين حيث هاجر منها أجداده إلى لنجة، ويبدو أن جده علي بن كاظم هو أول من هاجر من أجداده إلى لنجة مرافقاً لأخيه عبد القاهر بن كاظم؛ حيث ذكر رجل الدين والمؤرخ علي البلادي في أنوار البدرين أن عبد القاهر بن كاظم الموسوي الذي ينتمي لقرية توبلي قد انتقل من البحرين إلى القطيف، وسكن بها فترة، ومنها إلى مسقط، وانتهى به المطاف للاستقرار بلنگه. فلعلَّ جده علي بن كاظم قد رافق أخاه عبد القاهر بن كاظم في هجرته.